# بیابان دره سند

کهور ایرانی در بیابان دره سند.

بیابان دره سِند (اردو: صحرائے وادی سندھ) منطقه‌ای بیابانی و تقریباً غیرمسکونی در شمال پاکستان است.

## محل و توصیف
بیابان دره سند مساحتی برابر با ۱۹٬۵۰۱ کیلومتر مربع دارد و در شمال غرب ایالت پنجاب بین رودخانه‌های چنابو سند واقع شده‌است.
بیابان دره سند از بیشه‌زارهای خار همسایه خود در شمال غرب، خشک‌تر و دشوار زیست‌تر است. تفاوت دما در بیابان دره سند از نقطه انجماد در زمستان تا بسیار گرم (بیش از ۴۵ درجه سانتی‌گراد) در تابستان است و بارندگی سالانه آن تنها ۶۰۰–۸۰۰ میلی‌متر.

## گیاهان و جانوران
پوشش گیاهی این بیابانی به دلیل تفاوت‌های دمایی بسیار گونه‌گون است و درختچه‌های کهور ایرانی به عنوان گونه بارز آن شناخته می‌شود.
این کویر دارای پنج پستاندار بزرگ است: گرگ ایرانی، کفتار راه‌راه، سیاه‌گوش، پلنگ هندی و گوسفند وحشی اوریال به همراه بسیاری از جوندگان و سایر پستانداران. ۱۹۰ گونه پرنده در این بیابان می‌زیند که شاهین گردن‌قرمز در زمره آن‌هاست.

## تهدیدات و حفاظت
مانند بیابان تار در نزدیکی آن، بیابان دره سند به دلیل آب و هوای سخت خود دارای مزارع یا چرای کمی است و به همین دلیل از زیستگاه‌های طبیعی تقریباً دست‌نخورده است. اما شکار در این نواحی هنوز ادامه دارد و تهدیدی برای سیاه‌گوش‌ها، گرگ‌ها و سایر پستانداران محسوب می‌شود.